# Élections législatives de 1968 en Savoie
Les élections législatives françaises de 1968 se déroulent les 23 et 30 juin 1968. Dans le département de la Savoie, trois députés sont à élire dans le cadre de trois circonscriptions.

## Élus
| Circonscription | Député sortant                             | Parti | Parti | Député élu ou réélu | Parti | Parti |
| --------------- | ------------------------------------------ | ----- | ----- | ------------------- | ----- | ----- |
| 1re             | Jean Delachenal                            |       | RI    | Jean Delachenal     |       | RI    |
| 2e              | Joseph Fontanet                            |       | CD    | Joseph Fontanet     |       | CD    |
| 3e              | Florimond Girard suppléant de Pierre Dumas |       | UDR   | Pierre Dumas        |       | UDR   |

## Résultats

### Résultats à l'échelle du département
| Parti          | Parti                                           | Premier tour | Premier tour | Second tour | Second tour | Sièges |
| Parti          | Parti                                           | Voix         | %            | Voix        | %           | Sièges |
| -------------- | ----------------------------------------------- | ------------ | ------------ | ----------- | ----------- | ------ |
|                | Union pour la défense de la République          | 31 647       | 25,86        | Retrait     | Retrait     | 2      |
|                | Républicains indépendants                       | 25 219       | 20,61        |             |             | 0      |
|                | Modérés                                         | 4 818        | 3,94         | 4 144       | 12,72       | 0      |
|                | Union des républicains de progrès               | 61 684       | 50,41        | 4 144       | 12,72       | 2      |
|                |                                                 |              |              |             |             |        |
|                | Parti radical                                   | 13 223       | 10,81        |             |             | 0      |
|                | Fédération de la gauche démocrate et socialiste | 13 223       | 10,81        |             |             | 0      |
|                |                                                 |              |              |             |             |        |
|                | Parti communiste français                       | 24 768       | 20,24        | 11 247      | 34,51       | 0      |
|                | Progrès et démocratie moderne                   | 14 182       | 11,59        | 17 200      | 52,78       | 1      |
|                | Parti socialiste unifié                         | 8 505        | 6,95         |             |             | 0      |
|                |                                                 |              |              |             |             |        |
| Inscrits       | Inscrits                                        | 162 683      | 100,00       | 45 714      | 100,00      | 3      |
| Abstentions    | Abstentions                                     | 38 625       | 23,74        | 12 573      | 27,5        |        |
| Votants        | Votants                                         | 124 058      | 76,26        | 33 141      | 72,5        |        |
| Blancs et nuls | Blancs et nuls                                  | 1 696        | 1,37         | 550         | 1,66        |        |
| Exprimés       | Exprimés                                        | 122 362      | 98,63        | 32 591      | 98,34       |        |

### Résultats par circonscription

#### Première circonscription (Chambéry - Aix-les-Bains)
|                | Jean Delachenal sortant réélu | RI (URP)       | 25 219 | 56,96  |  |  |  |
|                | Michel Soulié                 | FGDS (Radical) | 13 223 | 29,87  |  |  |  |
|                | Joseph Moiroud                | PCF            | 5 831  | 13,17  |  |  |  |
|                |                               |                |        |        |  |  |  |
| Inscrits       | Inscrits                      | Inscrits       | 58 843 | 100,00 |  |  |  |
| Abstentions    | Abstentions                   | Abstentions    | 13 692 | 23,27  |  |  |  |
| Votants        | Votants                       | Votants        | 45 151 | 76,73  |  |  |  |
| Blancs et nuls | Blancs et nuls                | Blancs et nuls | 878    | 1,94   |  |  |  |
| Exprimés       | Exprimés                      | Exprimés       | 44 273 | 98,06  |  |  |  |

#### Deuxième circonscription (Albertville)
| Candidat       | Candidat                      | Parti          | Premier tour | Premier tour | Second tour | Second tour |  |
| Candidat       | Candidat                      | Parti          | Voix         | %            | Voix        | %           |  |
| -------------- | ----------------------------- | -------------- | ------------ | ------------ | ----------- | ----------- |  |
|                | Joseph Fontanet sortant réélu | CD (PDM)       | 9 604        | 28,96        | 17 200      | 52,78       |  |
|                | Marcel Rochaix                | PCF            | 8 544        | 25,77        | 11 247      | 34,51       |  |
|                | Victor Coudurier              | UDR (URP)      | 7 799        | 23,52        | Retrait     | Retrait     |  |
|                | Alexis Borrel                 | Modérés        | 4 818        | 14,53        | 4 144       | 12,72       |  |
|                | Jean-Claude Gheno             | PSU            | 2 396        | 7,23         |             |             |  |
|                |                               |                |              |              |             |             |  |
| Inscrits       | Inscrits                      | Inscrits       | 45 717       | 100,00       | 45 714      | 100,00      |  |
| Abstentions    | Abstentions                   | Abstentions    | 12 245       | 26,78        | 12 573      | 27,5        |  |
| Votants        | Votants                       | Votants        | 33 472       | 73,22        | 33 141      | 72,5        |  |
| Blancs et nuls | Blancs et nuls                | Blancs et nuls | 311          | 0,93         | 550         | 1,66        |  |
| Exprimés       | Exprimés                      | Exprimés       | 33 161       | 99,07        | 32 591      | 98,34       |  |

#### Troisième circonscription (Chambéry - Saint-Jean-de-Maurienne)
|                | Pierre Dumas sortant réélu | UDR (URP)      | 23 848 | 53,08  |  |  |  |
|                | Auguste Mudry              | PCF            | 10 393 | 23,13  |  |  |  |
|                | Michel Poensin             | PSU            | 6 109  | 13,6   |  |  |  |
|                | Jean Lobrot                | CD (PDM)       | 4 578  | 10,19  |  |  |  |
|                |                            |                |        |        |  |  |  |
| Inscrits       | Inscrits                   | Inscrits       | 58 123 | 100,00 |  |  |  |
| Abstentions    | Abstentions                | Abstentions    | 12 688 | 21,83  |  |  |  |
| Votants        | Votants                    | Votants        | 45 435 | 78,17  |  |  |  |
| Blancs et nuls | Blancs et nuls             | Blancs et nuls | 507    | 1,12   |  |  |  |
| Exprimés       | Exprimés                   | Exprimés       | 44 928 | 98,88  |  |  |  |